# L'Enlèvement d'Europe (Serov)
Pour les articles homonymes, voir L'Enlèvement d'Europe.
L'Enlèvement d'Europe est un tableau de Valentin Serov peint en 1910, un an avant sa mort, et qui a été réalisé selon diverses versions par son auteur.

## Sujet
Le sujet du tableau choisi par Serov, dans la mythologie grecque antique, est parmi les sujets les plus populaires de l'histoire de l'art liés à l'Antiquité. Zeus tombe amoureux d'Europe fille d'Agénor, le roi Phénicien. La princesse joue avec des amis sur la plage quand le dieu apparait sous la forme d'un beau taureau. Les jeunes filles jouent avec le taureau et lui garnissent les cornes de guirlandes de fleurs. Quand Europe décide de s'asseoir sur le dos du taureau, celui-ci saute dans la mer, emportant la princesse dans l'île de Crète. Elle y devient son épouse et lui donna trois fils qui devinrent tous trois des héros.

## Histoire
L'idée de réaliser le tableau sur l'enlèvement d'Europe vient à Serov alors qu'il est en voyage en Grèce, avec son ami Léon Bakst (1866-1924) en mai 1907. Visitant la Crète, ils découvrent les vestiges archéologiques du palais de Knossos, ses fresques et les monuments de la culture crétoise, de la civilisation minoenne. Il existe des présomptions suivants lesquelles ce voyage leur a été proposé pour travailler à des tableaux destinés au Musée de Beaux-Arts de Moscou. Le tableau de Bakst Terror Antiquus de 1908 fait référence à cette démarche.
Le tableau de Serov, par ailleurs, fait penser à des panneaux décoratifs monumentaux plutôt qu'à de la peinture sur chevalet. Le tableau de Bakst, Terror Antiquus est totalement différent. Il décrit une civilisation antique au moment de sa disparition. Il s'agit d'un panneau décoratif où la perspective vertigineuse crée un effet surréaliste.

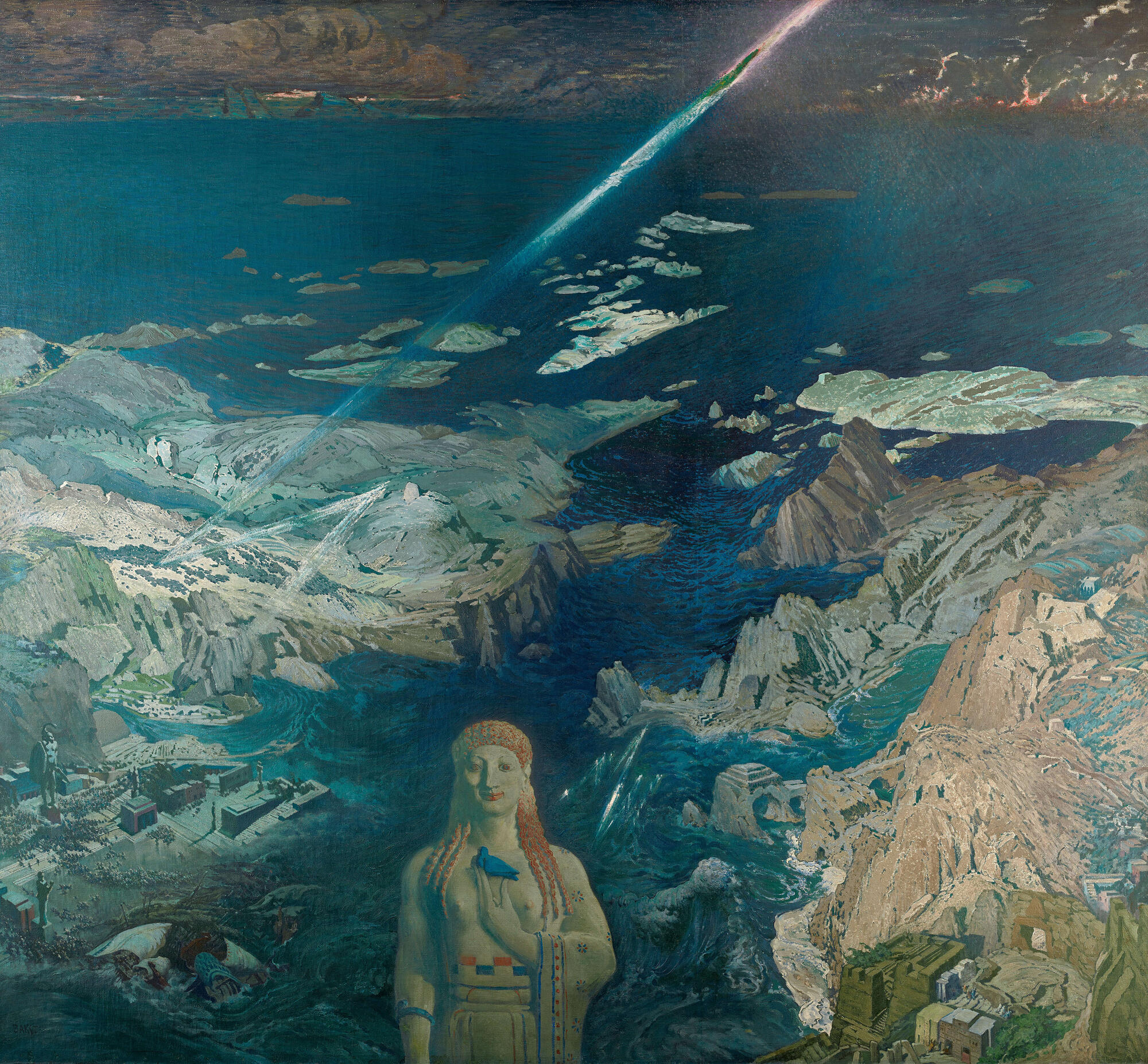
Terror Antiquus par Léon Bakst (1908).

## Composition
En utilisant la technique de l'Art nouveau, Serov crée un tableau original, loin des canons académiques, avec comme sujet des héros antiques qui donnent une impression d'intemporalité. Il se décide rapidement sur sa technique de composition. Il fixe sa ligne d'horizon assez haute et place le mouvement en diagonale par rapport à celle-ci. Durant les années 1909—1910, Serov poursuit ses recherches dans ce genre monumental dont les éléments sont reliés entre eux sur une grande échelle. Il transforme, en l'allongeant, la silhouette des dauphins et du taureau pour souligner la dynamique du mouvement de l'ensemble du tableau. Cela donne à ses sujets une souplesse et un dynamisme étonnant. Le ciel et la mer sont comme labourés par une marée montante. La mer est agitée par la montée des vagues. Les dauphins soulignent par leur légèreté la puissance dynamique du taureau Zeus s'avançant dans l'eau.

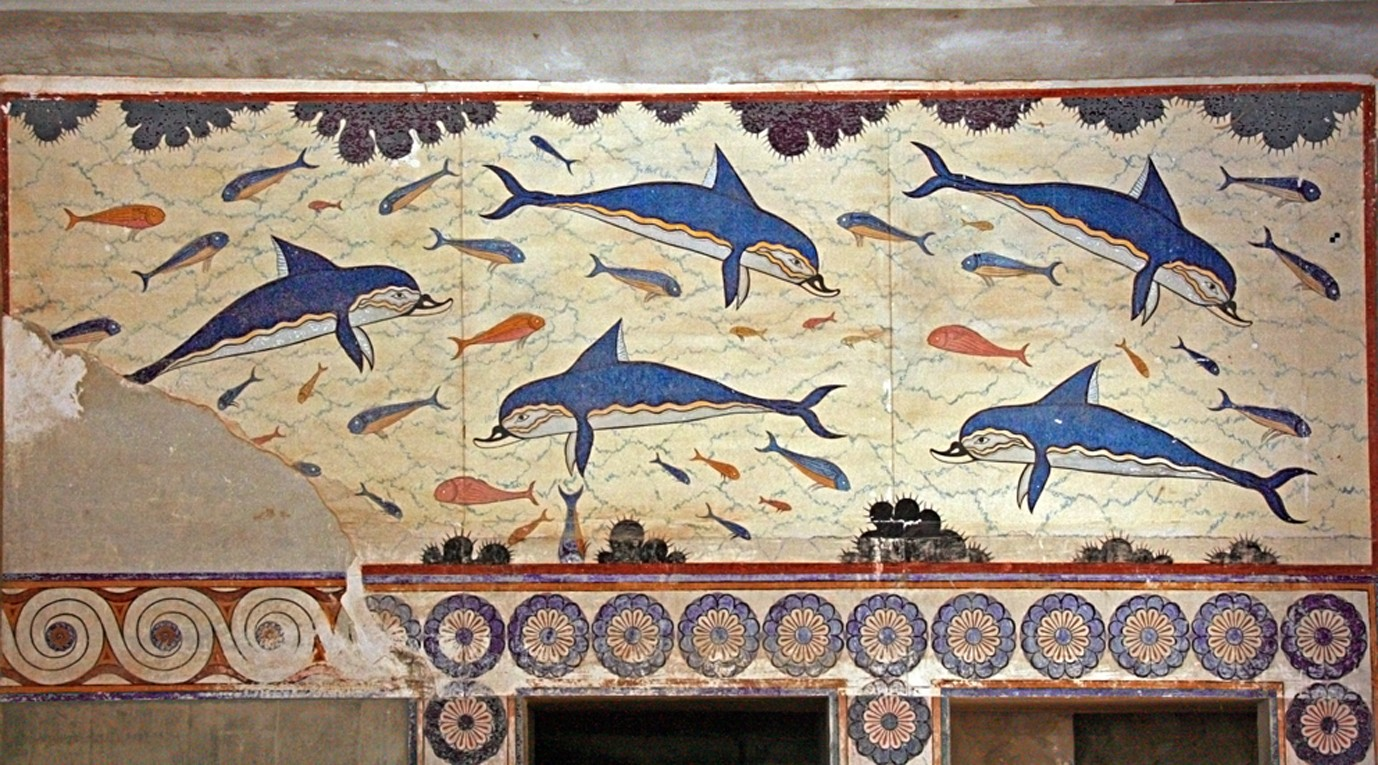
Dauphins de Knossos.

Pour les couleurs, Serov utilise la gamme qui lui plaisait à cette époque de sa vie et dont l'agencement est original. Ainsi, pour la taureau, il ne l'a pas réalisé en blanc mais en roux. Or dans la mythologie Zeus prend la forme d'un taureau blanc. Cette tache rousse sur un fond de mer bleu-violet est inattendue et expressive. Bien que les idées novatrices qui ressortent du tableau n'aient pas pu s'exprimer davantage, du fait de la mort de Serov en 1911, un an après la réalisation du tableau, les critiques conviennent de ce que dans l'« Enlèvement d'Europe » Serov avait trouvé, non seulement un nouveau mode d'expression propre, mais avait aussi ouvert de nouvelles perspectives d'expressions picturales dans l'art.

## Variantes
Selon la plupart des critiques, Serov a réalisé six variantes de cette œuvre. Outre les variantes les plus connues de la collection de la Galerie Tretiakov, il existe deux esquisses de dimensions similaires à cette même galerie Tretiakov et également au Musée Russe (40 × 52 cm, tempera, gouache sur carton). La plupart des versions achevées de l'œuvre de Serov (138 × 178 cm, huile, tempera) ont été conservées jusqu'en 1996 par les héritiers du peintre. Depuis 1996, à la suite d'un accord avec la Galerie Tretiakov, les héritiers ont laissé les œuvres exposées à la galerie, temporairement. En 1999, l'œuvre a été vendue par les héritiers à un collectionneur privé du nom de Viatcheslav Kantor.

## Mandelstam
Le poète acméiste russe Ossip Mandelstam a composé en 1922 le poème À sa lèvre molle inspiré par la toile de Sérov, après avoir rédigé son article à propos de l'avenir de l'Europe, Le Blé humain.

« Amer est pour Europe le puissant clapotement

quand fertile bouillonne tout autour d'elle la mer,

la terrorise, on devine, l'éclat huileux des flots

glisser elle aimerait mais en bas de ces âpres pentes. »

.